# New Castle (Colorado)
New Castle é uma cidade  localizada no estado americano de Colorado, no Condado de Garfield.

## Demografia
Segundo o censo americano de 2000, a sua população era de 1984 habitantes.
Em 2006, foi estimada uma população de 3294, um aumento de 1310 (66.0%).

## Geografia
De acordo com o United States Census Bureau tem uma área de
6,1 km², dos quais 6,0 km² cobertos por terra e 0,1 km² cobertos por água.

## Localidades na vizinhança
O diagrama seguinte representa as localidades num raio de 48 km ao redor de New Castle.